# Борщевский, Николай Константинович
Николай Константинович Борщевский (12 января 1965, Томск) — советский и российский хоккеист; тренер. Заслуженный мастер спорта СССР (1992).
Олимпийский чемпион 1992 года в Альбервиле.

## Биография
Воспитанник томского (ДЮСШ № 4) и минского («Юность») хоккея, в первенствах СССР дебютировал в составе минского «Динамо». Успешно выступал за московские «Динамо» и «Спартак», став многократным призёром чемпионата страны. Обладатель Кубка Шпенглера. В «Спартаке» и на Олимпиаде-1992 играл в тройке с Болдиным и Прохоровым.
В 1992 году начал выступления в НХЛ и в дебютном сезоне стал одним из наиболее результативных игроков «Торонто» (74 очка, 34 заброшенных шайбы), однако последующим успехам в НХЛ помешали травмы.
Вернувшись в Европу, недолго выступал в Германии, затем провёл ещё два сезона за «Спартак» и завершил игровую карьеру.
Несколько лет работал в собственной хоккейной школе в Онтарио.

### Семья
Жена Елена, двое сыновей (Валерий и Ник).

## Тренерская карьера
- ХК «Локомотив-2» (2005—2006, 2008—2009) — главный тренер
- ХК «Локомотив» (2007—2008, 2012—2013) — ассистент главного тренера
- ХК «Атлант» (2009—2010) — главный тренер
- ХК «Атлант» (2010—2012) — ассистент главного тренера
- ХК «СКА» (2014—2015) — ассистент главного тренера
- ХК «Салават Юлаев» (2015—2017) — ассистент главного тренера
- ХК «Амур» (2018—2019) — главный тренер
- ХК «Амур» (2019—2021) — вице-президент
- ХК «Локомотив» (2021—н.в.) — ассистент главного тренера

## Достижения
«Объединённая команда»
- Олимпийский чемпион: 1992

«Динамо» Москва
- Серебряный призёр чемпионата СССР: 1984/85, 1985/86, 1986/87
- Бронзовый призёр чемпионата СССР: 1987/88
- Финалист Кубка СССР: 1988

«Спартак» Москва
- Серебряный призёр чемпионата СССР: 1990/91
- Бронзовый призёр чемпионата СНГ: 1991/92

молодёжная и юниорская сборная СССР
- Победитель молодёжного чемпионата мира: 1984
- Победитель юниорского чемпионата Европы: 1983
- Бронзовый призёр юниорского чемпионата Европы: 1982

личные
- Лучший снайпер чемпионата СНГ: 1991/92 (25 голов)
- Лучший бомбардир чемпионата России: 1996/97 (44 очка)
- Включён в символическую сборную молодёжного чемпионата мира: 1984
- Включён в символическую сборную юниорского чемпионата Европы: 1983